# 斯特凡·魏尔

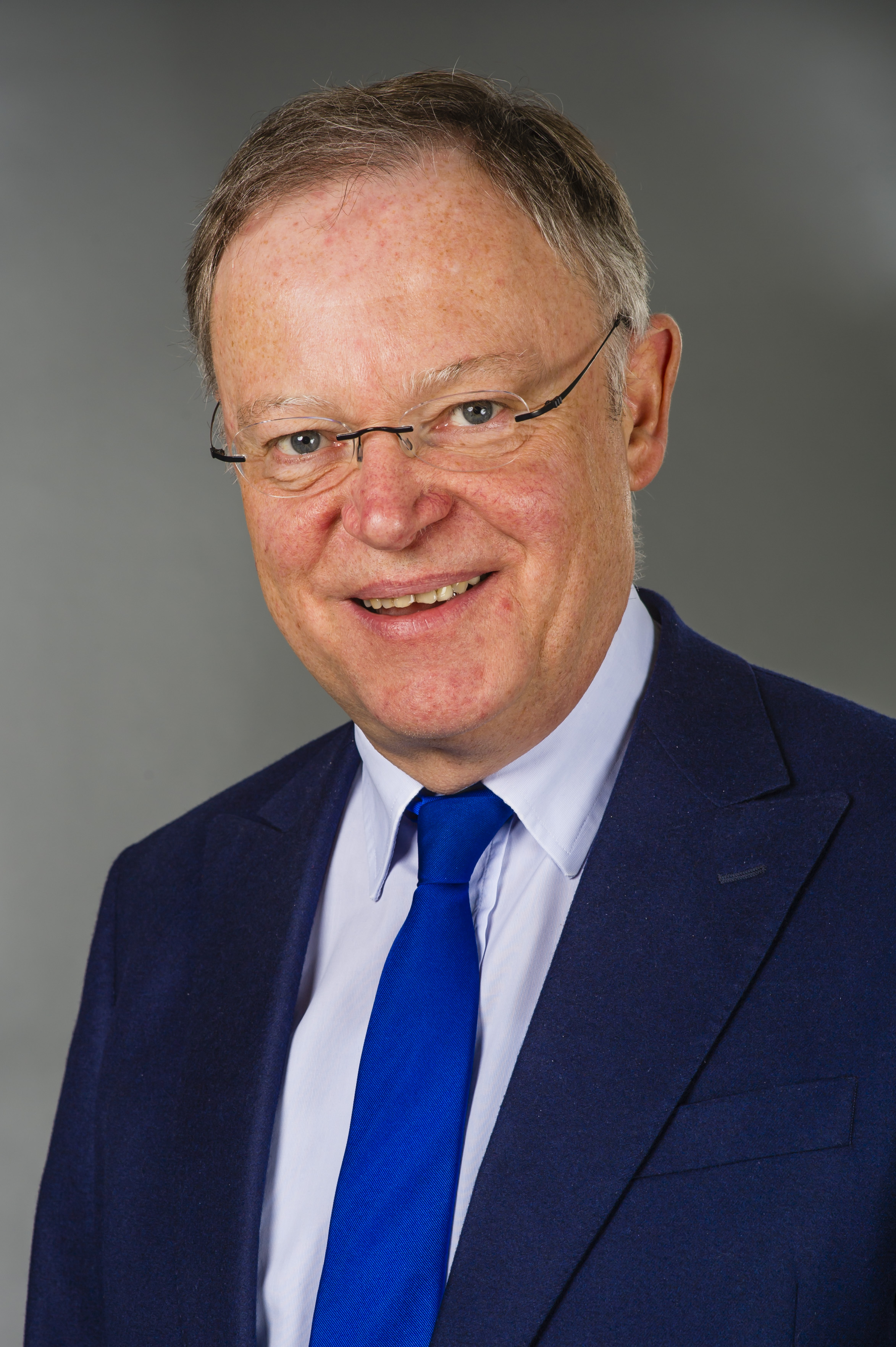
斯特凡·魏尔

斯特凡·魏尔（德語：Stephan Weil；1958年12月15日—），德国政治人物。现为德国社会民主党在下萨克森州的领导人。2013年2月19日起，担任下萨克森州州长。2025年4月1日宣布辭去邦總理及邦黨部主席職位，由奧拉夫·里斯接任。

## 生平
2006年11月至2013年2月，担任汉诺威市市长。2012年1月，当选为下萨克森州社会民主党主席。